# 岡山県道453号宮地鹿瀬線
岡山県道453号宮地鹿瀬線（おかやまけんどう453ごう みやじかせせん）は、岡山県岡山市北区を通る一般県道である。

## 概要
岡山市北区建部町宮地と岡山市北区御津地域鹿瀬を結ぶ。

### 路線データ
- 起点：岡山県岡山市北区建部町宮地（国道484号・岡山県道71号建部大井線交点）
- 終点：岡山県岡山市北区御津鹿瀬（国道53号交点）
- 総延長：5.9 km
- 実延長：5.7 km

## 歴史
- 1974年（昭和49年）3月22日 - 岡山県告示第337号により認定される。

## 地理

### 通過する自治体
- 岡山市（北区）

### 交差する道路
| 交差する道路                     | 交差する場所 | 交差する場所 |
| -------------------------------- | ------------ | ------------ |
| 国道484号 岡山県道71号建部大井線 | 建部町宮地   | 起点         |
| 岡山県道211号建部停車場線        | 建部町中田   |              |
| 国道53号                         | 御津鹿瀬     | 終点         |

### 交差する鉄道
- 津山線

### 沿線
- 岡山市立建部小学校
- JR西日本 津山線 建部駅